# Tipografía cinética
Tipografía cinética (del inglés: kinetics typography) es nombre técnico para "texto en movimiento". Es una técnica de animación combinando movimientos y texto. Este texto es presentado con el fin de expresar o invocar una idea o emoción en particular. Ejemplos comunes son las intros y los créditos de las películas.